# Yorckscher Marsch

Yorkscher Marsch

A Marcha nº 1, mais conhecida como Yorckscher Marsch ou Marsch des Yorck'schen Korps é uma composição do músico alemão Ludwig van Beethoven.
Seu título é uma homenagem ao marechal-de-campo Ludwig Yorck von Wartenburg, signatário da Convenção de Tauroggen em 1812. Tal evento é considerado o início da guerra de libertação dos estados alemães contra o domínio de Napoleão Bonaparte. Como as tradições prussianas sempre foram parte importante das Forças Armadas alemãs, a Marcha Yorckscher foi e é uma das mais famosas marchas militares na Alemanha e atualmente é tocada na cerimônia solene Großer Zapfenstreich.